# Каленковичский сельсовет
Каленковичский сельский Совет — бывший сельсовет на территории Каменецкого района Брестской области Республики Беларусь.
В 2011 году был упразднён. Населённые пункты переданы в ведение Верховичского сельсовета.

## Состав
Каленковичский сельсовет включал 9 населённых пунктов:
- Бобинка — деревня.
- Волкоставец — деревня.
- Дубравцы — деревня.
- Каленковичи — агрогородок.
- Омеленец — деревня.
- Подбурье — деревня.
- Радевичи — деревня.
- Сипурка — деревня.
- Ювсичи — деревня.